# Weberbauera violacea
Weberbauera violacea är en korsblommig växtart som beskrevs av Al-shehbaz. Weberbauera violacea ingår i släktet Weberbauera och familjen korsblommiga växter. Inga underarter finns listade i Catalogue of Life.